# Möbel Unger
Möbel Unger war eine deutsche Möbelhandlung mit Sitz in Goslar.

## Geschichte
1875 gründete Friedrich Unger aus einem Tischlereibetrieb den Möbelhandel in Blankenburg. Danach führte sein Schwiegersohn Otto Kramer als Inhaber die Geschäfte weiter und entwickelte mit eigenen Werkstätten für Innenausbau Unger zu einem namhaften Ausstatter und herzoglichen Hoflieferanten im gesamten Harzgebiet.
1932 heiratete Kramers einzige Tochter Felix Tessner, der in das Unternehmen Unger eintrat. Ihn machten die Engländer 1945 nach Kriegsende zum Landrat von Blankenburg. Nachdem der Kreis Blankenburg Teil der Sowjetischen Besatzungszone wurde, zogen die Tessners nach Braunlage. Dort baute Tessner einen neuen Restkreis in der britischen Besatzungszone auf.
1948 begann in Braunlage in einem Verkaufsraum wieder der Möbelhandel, anfangs durch Kompensation: geschlagenes Holz gegen Möbel. In den nächsten zwei Jahren entstanden Verkaufshäuser in den benachbarten Orten Vienenburg und Schladen. 1954 erwarb Tessner ein Kaufhaus mit 800 m² Fläche in Goslar, die anderen kleinen Geschäfte wurden geschlossen. 1963 holte Tessner aufgrund seines Alters seinen 16-jährigen Sohn Hans-Joachim in das Unternehmen und erteilte ihm nach vorzeitiger Volljährigkeitserklärung volle Prokura.
Ab 1964 erfolgten Filialöffnungen in Braunschweig und Hannover. 1966 wurde Hans-Joachim Tessner Komplementär und Mehrheitsgesellschafter. Möbel Unger kam durch die Übernahme des Möbel-Hauses Hankel in Kassel zur Europa-Möbel-Mitgliedschaft, was für weitere Lieferanten- und Konditionsübersichten sorgte. Außerdem wurde ein Generalvertrag mit den Real-Kauf-Märkten abgeschlossen. Auf diese Weise konnten die Exklusivrechte zur Ausstattung der Möbelabteilungen in allen geplanten norddeutschen Märkten gesichert werden.
1969 trat Hans-Joachims älterer Bruder Horst, erst als Mitarbeiter und später als Gesellschafter, in das Unternehmen ein. Mit der Eröffnung der ersten Möbelabteilung im Real-Kauf-Markt Hannover-Linden begann eine explosionsartige Entwicklung. 1975 feierte Möbel Unger sein hundertjähriges Bestehen. Die Feier fand in Gegenwart des 84-jährigen Felix Tessner statt, dessen Söhne in der Zwischenzeit 80 Millionen DM Umsatz erwirtschafteten. Die Gesamtverkaufsfläche der 15 in Norddeutschland bestehenden Filialen betrug fast 45.000 Quadratmeter. Nicht nur Hans-Joachim Tessners Eltern waren involviert, auch sein Bruder Horst gehörte zum Management. 
1978 wurde in Goslar im Gewerbegebiet Gutenbergstraße das Real-Kauf/Unger-Einkaufszentrum fertiggestellt. Bis 1985 hatte sich die Möbel Unger GmbH mit über 320 Millionen DM Jahresumsatz zum größten Filialunternehmen Norddeutschlands entwickelt. Hans-Joachim Tessner wollte das erfolgreiche Konzept bundesweit umsetzen, dazu übernahm er den 25-Prozent-Anteil seines Bruders und brachte die Unger-Anteile als Sacheinlage gegen Gewährung von 16 Prozent Gesellschafteranteilen in die stark expandierende SB-Warenhausgruppe Schaper (Real-Kauf, C+C-Märkte) ein. Zum 1. Januar 1986 wurde Möbel Unger in die Schaper-Gruppe integriert.
Hans-Joachim Tessner wurde Geschäftsführer bei der Schaper-KG und blieb Vorsitzender der Geschäftsführung von Möbel Unger. 1990 veräußerte Tessner 49 Prozent der Möbel-Unger-Anteile an die Asko, zu der zwischenzeitlich auch die Schaper-Gruppe gehörte. 
1992 übernahm Metro die Asko und damit auch Unger. Die Metro sah für Hans-Joachim Tessner weitere Aufgaben im Metro-Asko-Verbund vor. Das lehnte er jedoch ab und trat als Vorsitzender der Geschäftsführung zum 31. März 1993 zurück. Durch einen Beratervertrag blieb Tessner dem Unternehmen Unger weiterhin verbunden. Zu diesem Zeitpunkt betrug der Jahresumsatz 1,3 Milliarden DM. Mit 50 Verkaufshäusern und insgesamt über 60 Betriebsteilen war Unger der größte Möbelfilialist Deutschlands.
Später integrierte die Metro die maroden Massa-Möbelmärkte in die Unger-Gruppe. Von dieser Aktion konnte sich Unger nie mehr erholen. 1996 mussten bundesweit 400 Mitarbeiter entlassen werden, zu einem Großteil am Stammsitz in Goslar.
1997 wurde der Bereich Logistik aus der Möbel Unger GmbH ausgegliedert, es entstand die USL – Unger Service und Logistik GmbH. Am ersten Juli 1997 übernahm Erich Kellerhals Möbel Unger und übergab die Logistiksparte an den Speditionsunternehmer Peter Amberger ab. Kellerhals zerschlug Unger in immer kleinere Unternehmensteile. Jede Filiale wurde eine „eigenständige“ Gesellschaft, die Immobilien wurden ausgegliedert und die Filialen mussten von nun an Miete für die Verkaufsflächen zahlen. Nach nur wenigen Monaten schrieb eine Filiale nach der anderen rote Zahlen.
1998 beauftragten alle Filialleiter der Verkaufshäuser eine „neue“ Firma mit der Auslieferung ihrer Aufträge. Die USL hatte damit ihren einzigen Auftraggeber und damit die Geschäftsgrundlage verloren. Für die Logistik war nun die US (Unger Service GmbH) zuständig. 1999 gab die letzte Filiale auf. Noch 1999 wurde in Goslar die TEssner-JOachim-Gruppe gegründet. In vier ehemaligen Ungerhäusern entstanden die TEJO-Wohnwelten.